# Gyraulus
Gyraulus – rodzaj słodkowodnych ślimaków nasadoocznych z rodziny zatoczkowatych (Planorbidae). 
Zasiedlają różne typy wód. Są spotykane głównie na roślinach wodnych. Większość gatunków występuje w Europie i Azji. Kilka stwierdzono w Ameryce Północnej. W zapisie kopalnym znane są z wczesnokredowych pokładów formacji Yixian w pobliżu Jinzhou (Chiny).
Muszla gatunków występujących w Europie Środkowej ma szerokość do 8 mm. Liczba skrętów wynosi 4–4,5. Muszle poszczególnych gatunków są łatwe do pomylenia. Odróżnienie podobnych gatunków jest możliwe tylko w oparciu o cechy budowy anatomicznej męskich części układu rozrodczego.
Rodzaj obejmuje co najmniej 20 gatunków. Gatunkiem typowym jest Planorbis albus.

## Gatunki fauny Polski
Na obszarze Polski stwierdzono występowanie 6 gatunków z tego rodzaju:
- Gyraulus acronicus
- Gyraulus albus – zatoczek białawy
- Gyraulus crista – zatoczek malutki
- Gyraulus laevis – zatoczek gładki
- Gyraulus riparius – zatoczek przybrzeżny
- Gyraulus rossmaessleri – zatoczek Rossmaesslera